# 대구 동화사 인악당대사 의첨 진영
대구 동화사 인악당대사 의첨 진영(大邱 桐華寺 仁嶽堂大師 義沾 眞影)은 대한민국 대구광역시 동구, 동화사에 있는 조선시대의 인악당대사 의첨 진영이다. 2012년 1월 30일 대구광역시의 유형문화재 제61호로 지정되었다.

## 개요
대구 달성 출신의 승려로 조선후기 문장가로도 이름이 높은 의첨(義沾)은 동화사에 머물며 문하에 많은 제자들을 배출하였고 동화사 문중에는 그의 문집과 유물, 유적이 잘 전하고 있다. 의첨 진영은 능숙한 초상화기법과 사실적인 표현이 돋보이며 그의 온후한 성품까지 잘 묘사된 18세기 후반 작품으로 평가된다.

## 같이 보기
- 동화사
- 의소

## 참고 자료
- 대구 동화사 인악당대사 의첨 진영 - 국가유산청 국가유산포털